# جورج كولينز (سياسي)
جورج كولينز هو سياسي كندي، ولد في 17 يناير 1771، وتوفي في 6 مايو 1813. انتخب عضو مجلس نواب نوفا سكوتيا.